# فلوريان هاينريش
فلوريان هاينريش (بالألمانية: Florian Heinrich)‏ (31 أغسطس 1995 بفيينا في النمسا - ) هو لاعب كرة قدم نمساوي في مركز الدفاع.

## وصلات خارجية
- فلوريان هاينريش على موقع قاعدة بيانات كرة القدم.إي يو (الإنجليزية)
- فلوريان هاينريش على موقع عالم كرة القدم.نت (الإنجليزية)